# یانوش کوسوچینسکی
یانوش کوسوچینسکی ((به لهستانی: Janusz Tadeusz Kusociński); ۱۵ ژانویهٔ ۱۹۰۷ – ۲۱ آوریل ۱۹۴۰) دونده دو استقامت اهل لهستان بود.
از افتخارات وی میتوان به مدال طلا دو ۱۰۰۰۰ متر در بازی‌های المپیک تابستانی ۱۹۳۲ اشاره کرد.